# Дурин (Средиземье)
Ду́рин (англ. Durin, варианты перевода — Дарин или Дьюрин) — в легендариуме Дж. Р. Р. Толкина имя, под которым были известны семь королей гномов. Гномы считали Дуринов II—VII реинкарнациями первого из них, Дурина Бессмертного, ибо они напоминали его внешне и, по легенде, сохраняли память о своих «предыдущих» жизнях.
Толкин взял имя «Дурин», как и большинство гномьих имён в своих работах, из скандинавской мифологии. Позднее он объяснил это в вымышленной истории перевода своих работ: поскольку вестрон передавался английским языком, язык Дейла, использовавшийся гномами для своих «внешних» имён, передавался древнескандинавскими словами. Изначальное скандинавское слово «дуринн» (др.-сканд. Durinn) корректно переводится как «сонный».
Обсуждение различных Дуринов (особенно в «Народах Средиземья») следует читать с осторожностью, поскольку их количество увеличивалось с развитием легендариума Толкина. Например, Дурин, убитый балрогом в 1980 г. Т.Э., был изначально Дурином III, но во «Властелине Колец» он уже обозначен как Дурин VI.

## Дурин Бессмертный

Герб Дурина I: молот, наковальня и корона, увенчанные семью звёздами созвездия Валакирка (Серп Валар).

Дурин Бессмертный (англ. Durin the Deathless) — старший из семи Отцов Гномов. Дурин был создан Вала Аулэ в Древние Дни. Он был прозван «Бессмертным», поскольку жил гораздо дольше, чем любой другой гном, и почитался всеми гномами как старейший из них.
Каждый из Отцов Гномов основал свой дом. Дом Дурина носил имя «Длиннобороды» (англ. Longbeards). Его гномы были известны как народ Дурина.
По легендам гномов, Дурин после создания был уложен спать в одиночестве под горой Гундабад на севере Мглистых гор, которая с тех пор всегда была священным местом для гномов. Он проснулся через некоторое время после пробуждения эльфов в 1050 Году Древ и, по ранней версии легенды, долго путешествовал к другим народам гномов, где другие гномы присоединились к нему. Он прибыл к озеру Кхелед-зарам, расположенному в долине под Карадрасом во Мглистых горах, и там основал величайший и богатейший из Чертогов Гномов — Кхазад-Дум (Чертоги гномов), позже названный Морией (в переводе с синдарина — «чёрная пропасть»).
В опубликованном легендариуме говорится, что Дурин умер ещё до окончания Первой Эпохи. Ранняя версия Приложения В к «Властелину Колец» («Повести лет») содержит информацию о том, что он возглавил поход гномов на восток после разрушения Белерианда и основал Казад-Дум в начале Второй Эпохи, однако Толкин позже отказался от этой мысли.
После смерти Дурина Казад-Дум управлялся «многими поколениями» его потомков, пока в Мории не появился балрог. В этой длинной линии правителей, пишет Толкин, периодически рождался «наследник, настолько схожий со своим прародителем, что давали ему имя Дурин». Более полные версии истории народа Дурина уточняют, что последующие Дурины были рассеяны между различными поколениями. Эти шесть более поздних Дуринов, как считали гномы, были реинкарнациями (или даже возрождениями) Дурина I, который обладал памятью о предыдущих жизнях.
В 2989 г. Т.Э. в ходе неудачной попытки повторной колонизации Мории отряд Балина обнаружил топор Дурина. Хотя в тексте и не говорится об этом прямо, многие заключили, что это была фамильная реликвия, потерянная, когда Дурин VI был убит балрогом в 1980 г. Т. Э. (также упоминается и шлем, прямо не приписываемый в тексте Дурину, который некоторые, тем не менее, именуют «шлемом Дурина»). Топор был, видимо, снова потерян, когда отряд Балина был разгромлен в 2994 г. Т. Э.

## Дурин II
Жил в конце Первой Эпохи или же в начале Второй. Наследовал владыке гномов Дурину Бессмертному. Властвовал над Кхазад-Думом.
О годах правления Дурина II известно мало. Вероятно в это время гномы заключили союз с людьми.

## Дурин III
Правил около 1600 г. В.Э. и был первым гномом, носившим одно из Семи Колец, хотя это и не было широко известно до конца Третьей Эпохи. Гномы верили, что это Кольцо дали ему эльфийские кузнецы, а не Саурон, хотя Саурон тем не менее участвовал в его изготовлении. Дурин III объединил свои войска с эльфами Эрегиона в ходе Войны эльфов с Сауроном, но им не удалось предотвратить разрушение Эрегиона, что привело к длительному периоду изоляции и постепенного упадка Казад-Дума.
Спутник читателя «Властелина Колец» заключает, что Дурин III был королём Казад-Дума, когда были созданы его Западные Врата, и именно его имя упомянуто на этих вратах (которые были созданы в период союза гномов с Келебримбором). Это разумное предположение, однако оно нигде не подкрепляется прямой ссылкой на тексты Толкина (Роберт Фостер предполагает, что Врата были созданы ранее, в правление Дурина II).
Кольцо Дурина III передавалось в его семье из поколения в поколение. В конечном итоге, его получил Траин II, сын Трора, владыки Эребора и отец Торина Дубощита. В дальнейшем кольцо вернулось к Саурону, после того как он захватил Траина в плен.

## Дурин IV
У Толкина информация о его правлении отсутствует. Дурин IV должен был править в Казад-Думе в конце Второй — начале Третьей эпох.
В интернете постоянно муссируется мнение, что Дурин IV был тем самым королём, под предводительством которого гномы вышли из Казад-Дума на битву с Сауроном вместе с Последним союзом людей и эльфов в конце Второй Эпохи. Толкин же пишет, что гномы народа Дурина действительно сражались вместе с Последним союзом, но не уточняет, какой король возглавлял их в этой битве.

## Дурин V
Дурин V жил в начале Третьей Эпохи. Владел Кольцом Власти клана Длиннобородов и правил Кхазад-Думом. Был последним владыкой Кхазад-Дума перед возникновением угрозы морийского балрога.

## Дурин VI
Дурин VI был королём гномов Кхазад-Дума в Третью Эпоху, когда их поиски мифрила в глубоких шахтах под Карадрасом разбудили балрога, скрывавшегося в глубинах земли. Балрог убил Дурина в 1980 г. Т. Э. и стал известен как «Проклятие Дурина» (англ. Durin's Bane). Следующим королём после Дурина стал его сын, Наин I, которого балрог убил в следующем году. После этого Мория была покинута гномами.

## Дурин VII
Дурин VII, или Дурин Последний был прямым потомком короля Торина III Камнешлема, правитель Эребора и Железных Холмов в Четвертую Эпоху. Его рождение было предсказано по восшествии на трон Даина II после Битвы Пяти Воинств (хотя само пророчество нигде не цитируется). Он возглавил народ Дурина при повторной колонизации Казад-Дума (Мории) через некоторое (неуточнённое) время после начала Четвёртой Эпохи, где они и остались «пока мир не состарился, и гномы не исчезли, и дни народа Дурина не окончились».